# Khor Dubai

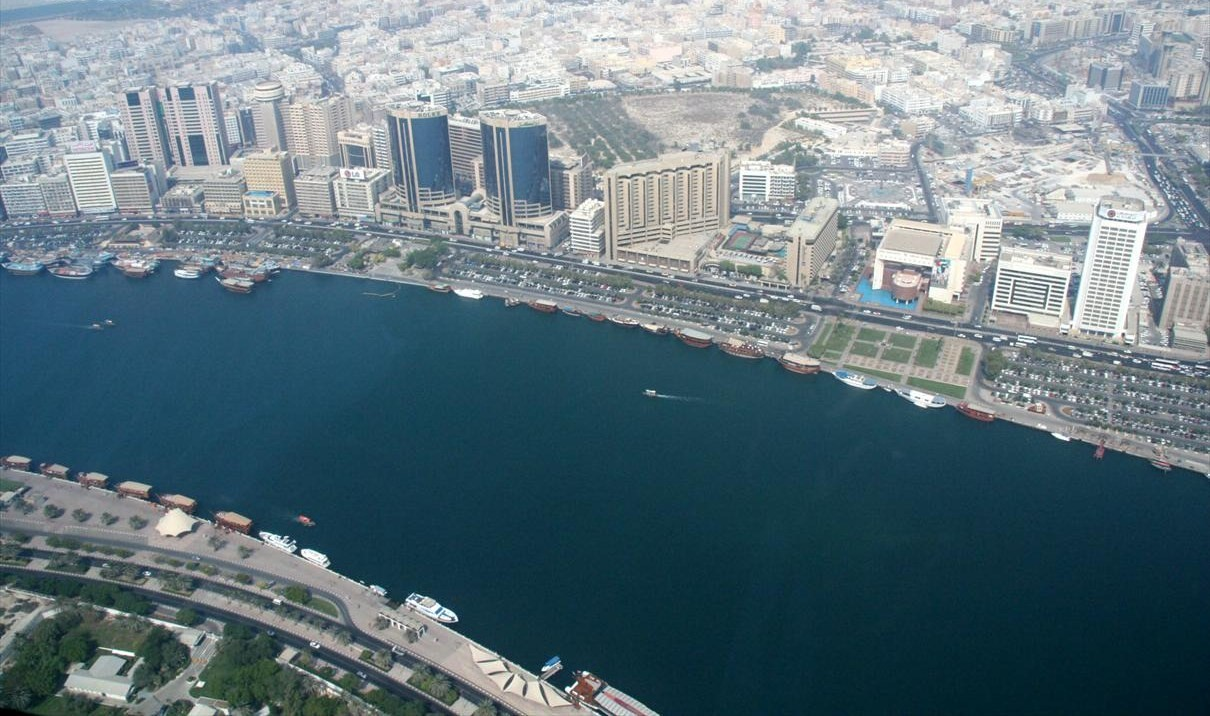
Khor Dubai, Stadtteil Bur Dubai im Vordergrund und Stadtteil Deira gegenüber, 2007

Der Khor Dubai (arabisch خور دبي Chaur Dubayy, DMG Ḫawr Dubayy; englisch Dubai Creek) ist ein natürlicher Meeresarm des Persischen Golfes, der die Stadt Dubai in die Stadtteile Bur Dubai (westlich der Bucht) und Deira teilt. Er ist 14 Kilometer lang und hat eine Breite von 115 Metern an der Mündung bis zu 1400 Metern an seinem Ende.

## Geschichte

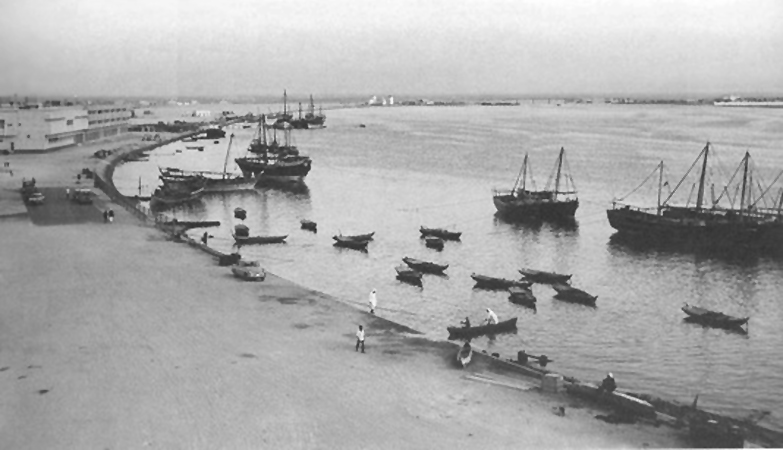
Khor Dubai, 1964

Die Gründung und Entwicklung der Stadt Dubai ist auf die Existenz des Khor Dubai zurückzuführen. Die ersten Gebäude entstanden entlang des Meeresarmes. Zunächst handelte es sich vorwiegend um Hütten von Fischern und Perlentauchern, doch stieg mit der Ansiedlung von Händlern und Seeleuten seine Bedeutung als Hafen kontinuierlich. In den 1970er-Jahren wurde er vertieft und ausgebaut und auch für größere Schiffe nutzbar gemacht. Heutzutage hat die Bedeutung des Meeresarmes nachgelassen, da der „große“ internationale Schiffsverkehr fast ausschließlich in den beiden Überseehäfen abgewickelt wird.

## Lage
Über den Meeresarm führen drei Brücken, die Business Bay Bridge (seit September 2007 geöffnet), die al-Maktum-Brücke sowie die al-Garhud-Brücke, weitere Brücken sind geplant. Das Stadtviertel al-Bastakiyya liegt am Fluss. Am westlichen Ufer befindet sich der Dubai Creekside Park mit verschiedenen Themengärten wie zum Beispiel „Flowers“, der Park geht fließend in die Dubai Children’s City über, eine im Jahr 2002 eröffnete „Stadt in der Stadt“. Der natürliche Auslauf des Meeresarms ist eine bewaldete Lagune. Sie ist als Ras al Khor Wildlife Sanctuary geschützt und beheimatet zeitweise über 20.000 Zugvögel.
Die traditionellen Wassertaxis (Abra) ermöglichen die Überfahrt von Deira (Stadtteil im Osten) nach Bur Dubai sowie einige Rundfahrten entlang der Sehenswürdigkeiten. Etwa einen Kilometer landeinwärts der Mündung befindet sich am westlichen Flussufer die Altstadt. Am Bur-Dubai-Ufer befindet sich Schindagha, der ehemalige Wohnsitz von Scheich Said ibn Maktum, welcher heute der Öffentlichkeit zugänglich ist. Entlang des Meeresarms finden sich immer wieder altertümliche Hafenanlagen.

## Wirtschaftliche Bedeutung

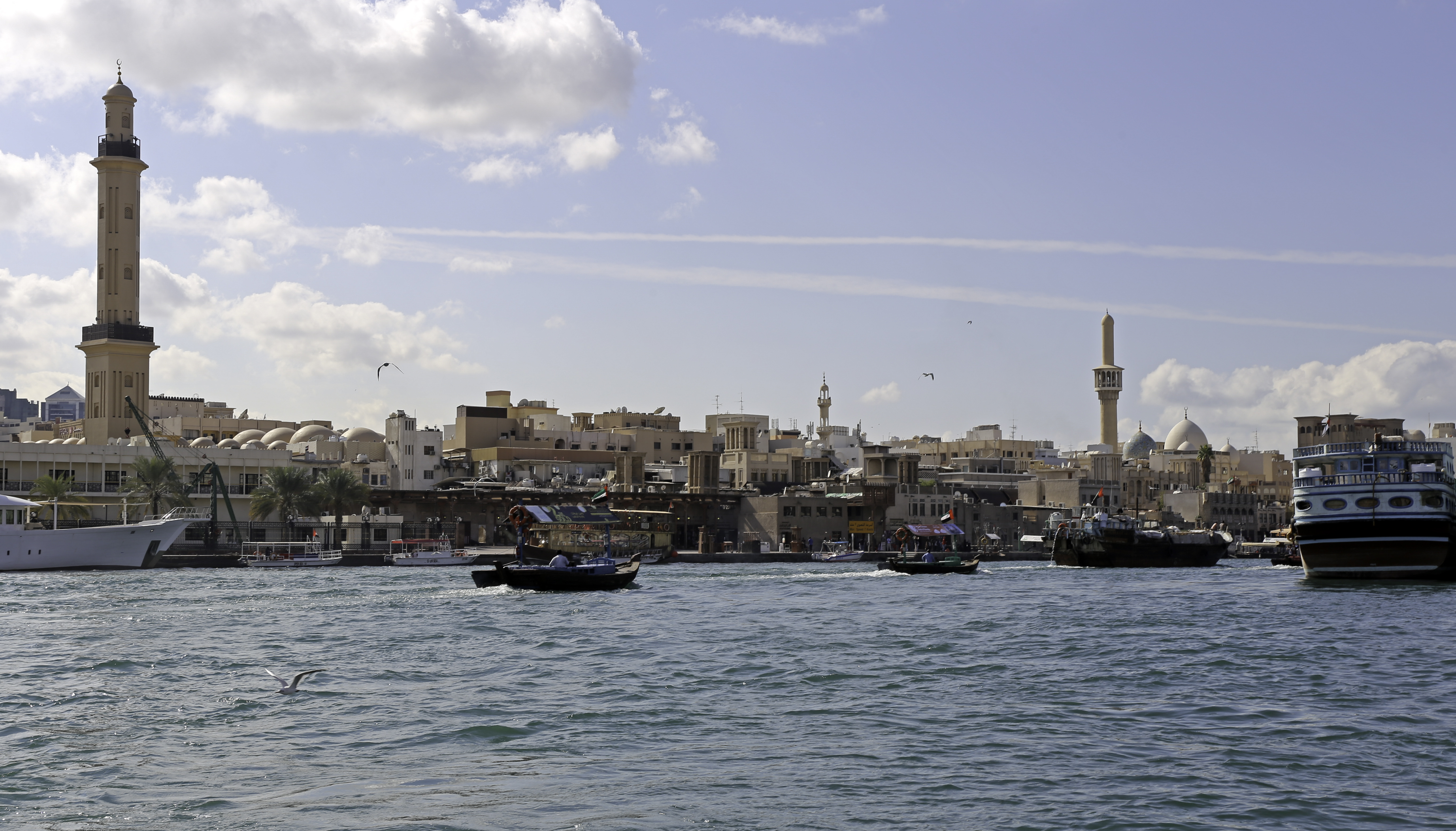
Khor Dubai, 2015

Der Meeresarm war einst das Zentrum der Stadt und der wichtigste Hafen. Der Meeresarm war bis zur Entstehung der Erdölindustrie der wichtigste Motor für die wirtschaftliche Entwicklung. Dies ist auf seine sehr zentrale Lage, seine gute Erreichbarkeit aus allen Stadtteilen sowie den natürlichen Schutz des Ufers zurückzuführen. Die Bedeutung des „kleinen“ Schifffahrtsverkehrs hat jedoch stark abgenommen, da der Umschlag relativ zum Gesamtumschlag in den beiden Großhäfen stark an Bedeutung verlor.

## Bauprojekte
Dubai ist bekannt für seine großen und ehrgeizigen Bauprojekte wie die Palmeninseln, Dubai Waterfront, The World oder den weltweit höchsten Wolkenkratzer Burj Khalifa. Auch entlang des Khor Dubai wird aktuell an großen Bauprojekten gearbeitet. Sie widmen sich zur besseren Erkennbarkeit und Vermarktung jeweils einem Thema, das im Namen des Quartiers angedeutet wird. Zudem soll der Khor Dubai verlängert werden.

### Khor-Dubai-Verlängerung
Der Khor Dubai wird zurzeit vom Endufer nördlich ausgehend um rund 12 km durch eine kanalartige Fortsetzung bis zum Persischen Golf verlängert. Diese Erweiterung dient vorrangig der landschaftsgestalterischen Verbesserung der im Einzugsbereich liegenden wüstenhaft „öden“ Bauflächen. Die neuen Wasserflächen sollen eine Mindestbreite von 100 m haben, an manchen Stellen ausbuchtend 200 bis 500 m und 6 m tief sein. So können Wasserfahrzeuge (vor allem Yachten aber auch Verkehrs- und Versorgungsboote) bis ca. 60 m Länge eingesetzt werden. Die Straßen- und Fußgängerbrücken über den Kanal sollen eine lichte Höhe von 8,5 Metern erhalten, um auch Booten mit Aufbauten freie Fahrt zu gewährleisten. Dazu ist es erforderlich, die etwa sieben größeren Straßenkreuzungen im Kanalverlauf entsprechend anzuheben. Die Kanalufer werden Fuß- und Radwege erhalten und mit Begleitgrün gestaltet. Eingeplant sind drei größere Marinas in Buchten sowie zahlreiche private und öffentliche Anlegestellen.
Der erste Abschnitt (7,8 km, teilweise fertig ab 2008, vom Eingang des Meeresarms durchgehend geflutet 2011) ist die Verlängerung bis zur Business Bay Nord. Der zweite Abschnitt mit 2,2 km Länge ist der bautechnisch aufwändigste und teuerste, weil sein Bett meist auf bereits bebautes Terrain zurückgreifen muss. Er wurde zunächst im Dezember 2007 begonnen und soll die auf 600 Meter Länge anzuhebende Sheikh Zayed Road kreuzen, verläuft schmaler leicht geschwungen im nördlichen Safa Park bzw. am Parkrand entlang und durch den Stadtteil Al Wasl bis zur Küste durch den Jumeirah Beach Park. Im April 2009 ist eine weitere Umplanung dieses zeitraubenden Abschnitts bekannt gegeben worden, sein Fertigstellungstermin verschob sich somit etwas. Erste vorbereitende Arbeiten zum letzten Bauabschnitt begannen im Herbst 2014: der westliche Safapark und ein Abschnitt des Jumeirahparks wurden für die Baggerarbeiten geräumt und die Umleitung für die Anhebung der Sheik Zayed Road vorbereitet. Die Planungen sehen ein durch drei Fußgängerbrücken aufgewertetes Quartier in Anlehnung an Uferpartien Venedigs oder der Niederlande vor. Nach zügigem Bau wurde die Verlängerung Ende 2016 eröffnet. Damit endet der verlängerte Meeresarm schließlich nach 26,2 km Gesamtstrecke wieder im Persischen Golf. Er umschließt die neue Dubai City um den Burj Khalifa südlich und macht den gesamten Stadtteil Bur Dubai zu einer rund 15 Quadratkilometer großen künstlichen Insel.
Vor allem wird aus der bisherigen Sackgasse Khor Dubai ein innerstädtischer und schiffbarer Wasserweg mit beidseitigem Meeresanschluss, der auch der weiteren touristischen Nutzung dienen soll. Die Marine-Abteilung der Road and Transport Authority (RTA) wurde beauftragt, den künftig geschlossenen Meeresarm-Wasserweg in ein zu entwickelndes Wasserverkehrssystem für Dubai einzuplanen. Ziel ist es nun, die gesamte Dubaier Kapazität an schiffbaren Wasserwegen, sowohl im Inland als auch an der Küste, als Alternative zum Straßenverkehr und zur Ergänzung des ÖPNV systematisch auszubauen. Auch mit dem geplanten Kanalsystem der projektierten Großsiedlung Mohammed bin Rashid Gardens soll es einmal eine weitere Verbindung geben.
Das Projekt kostet umgerechnet 85 Millionen Euro, 11 Millionen Kubikmeter Aushub fällt an, der zur Landschaftsmodellierung verwendet wird.

### Dubai Creek Harbour
The Lagoons war ein Vorhaben der Firma Sama Dubai auf rund 7 km² Fläche am Südufer. Das Projekt sah eine vergrößerte Meeresarm-Wasserfläche und darin eingebettet sieben separate Inseln vor.
Das Gebiet „The Lagoons“ in Dubai wurde in den letzten Jahren umfassend umgestaltet und ist heute als Dubai Creek Harbour bekannt. Dieses Viertel liegt am Ufer des Dubai Creek in der Nähe des Ras Al Khor Wildlife Sanctuary und umfasst eine Mischung aus Wohn-, Geschäfts- und Freizeitangeboten.
Ein zentrales Element von Dubai Creek Harbour ist der geplante Dubai Creek Tower, der nach Fertigstellung zu den höchsten Bauwerken der Welt zählen soll. Die Entwicklung des Gebiets zielt darauf ab, ein neues urbanes Zentrum in Dubai zu schaffen, das modernen Lebensstil mit kulturellem Erbe verbindet.

### Culture Village
Das Culture Village ist ein Projekt der Firma Dubai Properties. Das Vorhaben wird auf der Nordwestseite des Meeresarms zwischen der Al-Garhud-Brücke und der Business-Bay-Crossing-Brücke verwirklicht. Es wird vorrangig im altarabischen Stil gebaut, wobei das Zentrum der zentralen Wohnsiedlung jedoch aus einem modernen Gebäudekomplex bestehen wird; überragt wird die Urbanisation vom glasverkleideten Wolkenkratzer „D1“ mit 284 Metern Höhe. Durch das Gebiet wird ein dreiarmiger „venezianischer“ Kanal von rund 1500 Meter Länge führen und einige modellierte Halbinseln sorgen für ausreichende Uferpartien. Aktuell vollendet ist der Kanal mit seien Brücken, an den ersten Gebäuden wird gearbeitet. Culture Village wird circa 9,5 Milliarden Euro kosten und eine Fläche von 3,7 km² bedecken, d. h. immerhin etwa 60 % der Fläche des historischen Kerns von Venedig.

### Dubai Festival City
Die Dubai Festival City ist das am weitesten fortgeschrittene Projekt am Khor Dubai. Es stellt eine weitere „Stadt in der Stadt“ dar und wird auf einer Fläche von 4,6 km² im rund 3 Kilometer langen Gebiet zwischen der Al-Garhud-Brücke und dem Nordende von The Lagoons fertiggestellt. Thematisch richtet es sich an Veranstalter von populär-kulturellen und sportlichen Veranstaltungen: zahlreiche Hallen- und Aufenthaltsbauten mit aller dazugehöriger Infrastruktur. Die Bauarbeiten begannen 2003 und werden aufgrund der modularen Ergänzung erst 2017 abgeschlossen sein. Bereits fertiggestellt sind der Kern Marsa Plaza mit Teilen des Yachthafens, Festival Tower, InterContinental Dubai Festival City, Festival Waterfront Center, erste Abschnitte des Canal Walk sowie Teile des Golfplatzes.

### Business Bay
Die Business Bay ist ein weiteres sehr großes Projekt beginnend am Ende des Khor Dubai bis zur Sheik Zayed Road, verwirklicht von der Firma Dubai Properties. Es entsteht eine gemischte Büro- und Wohnstadt durchzogen vom neuen Meeresarm-Kanal und weiteren seitlichen Wasserflächen. Das Projekt ist auch eine konsequente Fortsetzung des gerade entstehenden Stadtteils am Burj Khalifa. Es ist 2011 im Bau und umfasst über 230 solitäre Gebäude, meist Hochhäuser mit mittleren Höhen (40–200 m), aber auch einige hohe und markante Wolkenkratzer wie den über 500 m hohen Burj Al Alam oder die sich auffällig windenden Dancing Towers.
Die ersten Gebäude wurden Anfang 2009 fertiggestellt (z. B. Executive Towers), die letzten frühestens 2014. Aufgrund der Wirtschaftskrise haben die Investoren einige Projekte zurückgestellt bzw. bereits begonnene Bauten stillgelegt.
Das Großprojekt bedeckt ein Gebiet von 6 km² und wird auch einen eigenen Golfplatz bekommen. Interessant ist die Lage des Quartiers längs des neuen Wasserweges Meeresarm-Kanal, der viele der Grundstücke auch mit Booten erreichbar machen wird.

### Jewel of the Creek
Jewel of the Creek ist ein kleineres Bauprojekt am Ostufer des Khor Dubai. Es wird sich zwischen der Al-Maktum-Brücke und dem Dubai Creek Golf & Yacht Club auf ehemaliger Raffinerie-Fläche befinden. Die Kosten werden sich auf 570 Millionen Euro belaufen bei einer Projektgröße von 62,2 Hektar. Es bietet 20 Bürogebäude mit einer Höhe zwischen 20 und 23 Stockwerken.

## Sehenswürdigkeiten
Zu den bemerkenswertesten Gebäuden auf der Deira-Seite des Creek gehören die Deira Twin Towers, der alte Dubai Creek Tower, das Sheraton Dubai Creek, die National Bank of Dubai und die Handelskammer. Auf der anderen Seite der Al-Maktoum-Brücke entlang des Dubai Creek befindet sich mit dem Dubai Creek Park einer der größten Parks in Dubai.